# Oh Susanna

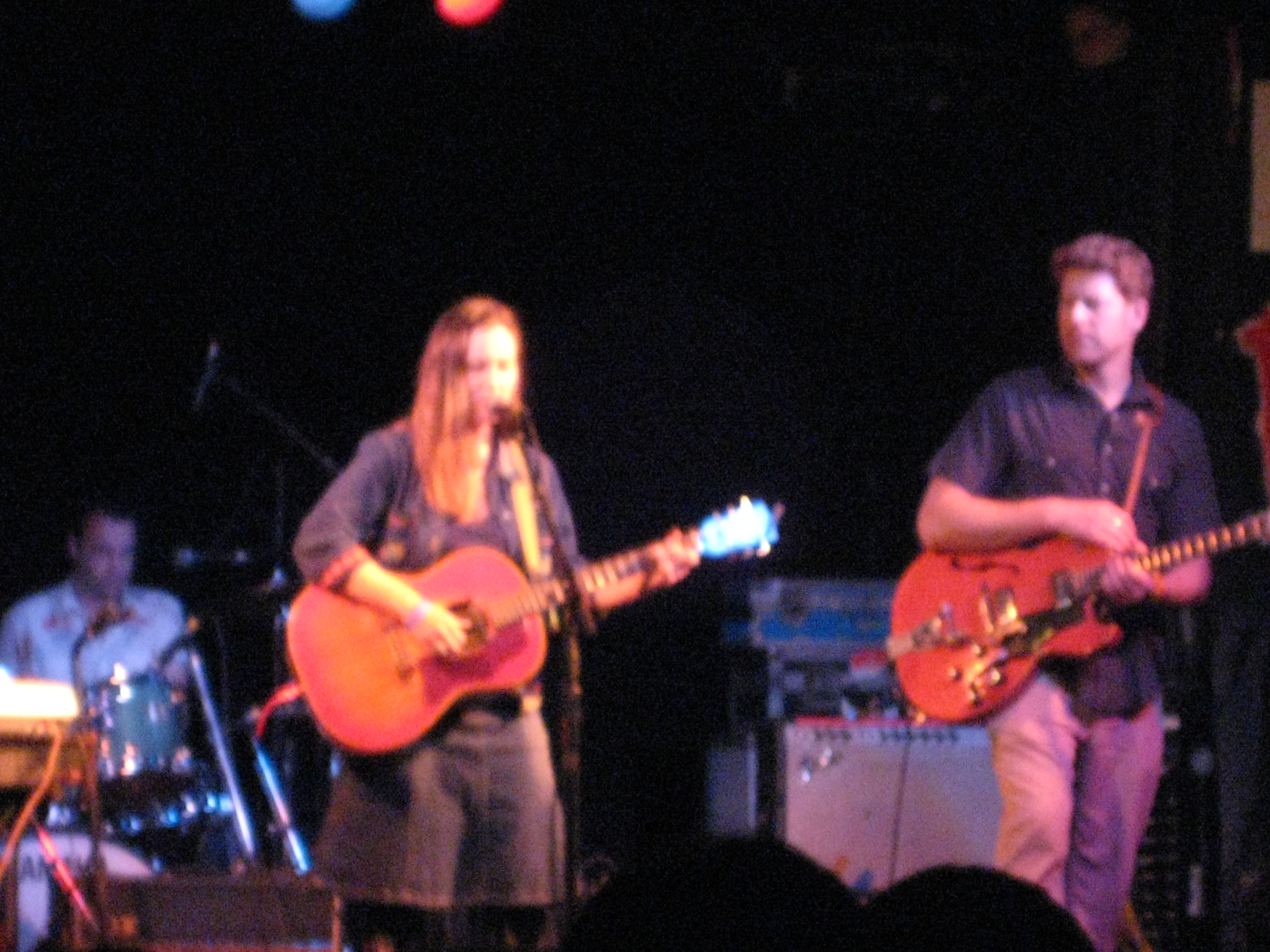
Oh Susanna, 2007

Oh Susanna (geboren 1971 als Suzie Ungerleider in Northampton, Vereinigte Staaten) ist eine kanadische Singer-Songwriterin im Genre Alternative Country.

## Leben und Schaffen
Sie stammt aus einer deutsch-jüdischen Einwandererfamilie und wuchs in der westkanadischen Stadt Vancouver auf. Ihr Vater ist Professor an der University of British Columbia in Vancouver.
1997 erschien ihre erste musikalische Veröffentlichung, eine sieben Songs umfassende EP. Zwei Jahre später erschien ihr Debütalbum Johnstown. Sie tourte damit durch Kanada und die USA gemeinsam mit den Musikerinnen Veda Hille und Kinnie Starr unter dem Label Scrappy Bitches Tour.
Ihre musikalische Schöpfungen umfassen ein weites Feld zwischen Blues, Pop, Rock und Folk. Ihre Texte handeln von Mördern, Gewalt, Armut und Not. „Murder Ballads sind so effektiv (..). Eine Mörderballade zwingt dich, hinter die Oberfläche zu schauen und dir über die Komplexität des Menschen Gedanken zu machen,“ kommentierte sie ihre Vorliebe.
Der Genie Award for Best Achievement in Music, den sie 1999 für ihr Stück The Fishing Trip erhielt, wird jährlich von der Academy of Canadian Cinema and Television für den Besten kanadischen Original-Song verliehen. 2001 kam sie erstmals nach Deutschland. Der Spiegel zog bei der „Country-Folk-Bardin“ Vergleiche mit den Cowboy Junkies und Lucinda Williams. 2003 machte sie erneut eine Club-Tournee durch England und Deutschland. Das Album Oh Susanna fiel eher rockmusikalisch aus.
Auf ihrer Europa-Tournee im Herbst 2007 ließ sie sich begleiten von dem kanadischen Gitarristen Steve Dawson. Hervorgehoben wurde von Kritikern ihre „glasklare, ausdrucksstarke Gesangsstimme, die wie gemacht scheint für jene Art seufzend schöner, melodischer und todtrauriger Folk-Balladen“. Moniert wurde „der Vortrag – meist mit geschlossenen Augen – der der Sirenenhaftigkeit (..) Vortrieb leistet“.
Sie heiratete Cam Giroux, einen professionellen Schlagzeuger, der mit verschiedenen kanadischen Bands auftrat. Sie haben einen gemeinsamen Sohn, weswegen sie eine vierjährige Babypause machte. Sie lebt in ihrer Wahlheimat Toronto. 2012 änderte sie ihre US-amerikanische Staatsbürgerschaft in die kanadische. In ihrem Album A Girl in Teen City (2017) geht sie autobiografisch in ihre Zeit als junge Frau zurück.

## Diskografie
- A Girl in Teen City (2017)
- Namedropper (2014)
- Soon the Birds (2011)
- Short Stories (2007)
- Oh Susanna (2003)
- Sleepy Little Sailor (2001)
- Johnstown (1999)
- Oh Susanna EP (1997)